# Reglamento Interno Técnico Operativo de los Ferrocarriles del Estado Argentino
R.I.T.O. (Reglamento Interno Técnico Operativo de los Ferrocarriles del Estado Argentino), es el reglamento general de los Ferrocarriles Argentinos.
Establece los pasos a seguir ante eventuales situaciones y demás detalles menesteres, como el mantenimiento del material rodante, señalamiento, cambios, enclaves, redacción de actas, etc.